# Villa Icho Cruz
Villa Icho Cruz é uma comuna da província de Córdoba, na Argentina.